# Acidoton
Acidoton, biljni rod iz porodice mlječikovki kojemu pripada nekoliko vrsta autohtonih na Velikim Antilima, Srednjoj i tropskoj Južnoj Americi

## Vrste
1. Acidoton haitiensis Alain
2. Acidoton lanceolatus Urb. & Ekman
3. Acidoton microphyllus Urb.
4. Acidoton urens Sw.
5. Acidoton variifolius Urb. & Ekman